# North Bay Shore
North Bay Shore es un lugar designado por el censo (o aldea) ubicado en el condado de Suffolk en el estado estadounidense de Nueva York. En el año 2000 tenía una población de 14,992 habitantes y una densidad poblacional de 1,944.6 personas por km².

## Geografía
North Bay Shore se encuentra ubicado en las coordenadas 40°45′33″N 73°15′38″O / 40.75917, -73.26056. Según la Oficina del Censo, la ciudad tiene un área total de 7,7 km² (3 mi²), de la cual 7,7 km² (3 mi²) es tierra y 0 km² (0 mi²) (0%) es agua.

## Demografía
Según la Oficina del Censo en 2000 los ingresos medios por hogar en la localidad eran de $55,779, y los ingresos medios por familia eran $55,819. Los hombres tenían unos ingresos medios de $31,124 frente a los $25,186 para las mujeres. La renta per cápita de la localidad era de $17,024. Alrededor del 10.4% de la población estaban por debajo del umbral de pobreza.